# 华西蒿
华西蒿（学名：Artemisia occidentalisinensis）为菊科蒿属的植物，是中国的特有植物。
分布于中国大陆的西藏等地，一般生于高海拔地区的山坡、东部中或路旁，目前尚未由人工引种栽培。